# Viktorija Titova
Viktorija Titova (in ucraino Вікторія Тітова?; 29 luglio 1971) è un'ex schermitrice sovietica, ora ucraina, vincitrice di tre medaglie di bronzo ai campionati mondiali di scherma.